# Most Pęgowski
Most Pęgowski (niem. Weide Brücke) – most drogowy we Wrocławiu, przeprawa przez Widawę.
Most położony jest w ciągu ulicy Pęgowskiej (droga wojewódzka nr 342; most zlokalizowany jest 10 km tej drogi), na północ od osiedla Świniary. Za mostem przebiega granica miasta Wrocław z gminą Wisznia Mała (miejscowość Szewce, ulica Topolowa). Nazwa mostu odnosi się do miejscowości Pęgów położonej w 15 km przebiegającej przez most drogi wojewódzkiej nr 342 w gminie Oborniki Śląskie. 
Most wybudowany został w 1933 roku. Długość całkowita mostu wynosi 50 m, a szerokość 9 m, w tym 6 m to jezdnia oraz dwa chodniki po obu stronach mostu odpowiednio: 1,4 m i 1,7 m. Konstrukcja mostu składa się z trzech przęseł. Dźwigary nośne w postaci belek zostały wykonane w technologii żelbetowej. Nawierzchnia mostu wykonana została jako bitumiczna.